# Frigo solidaire

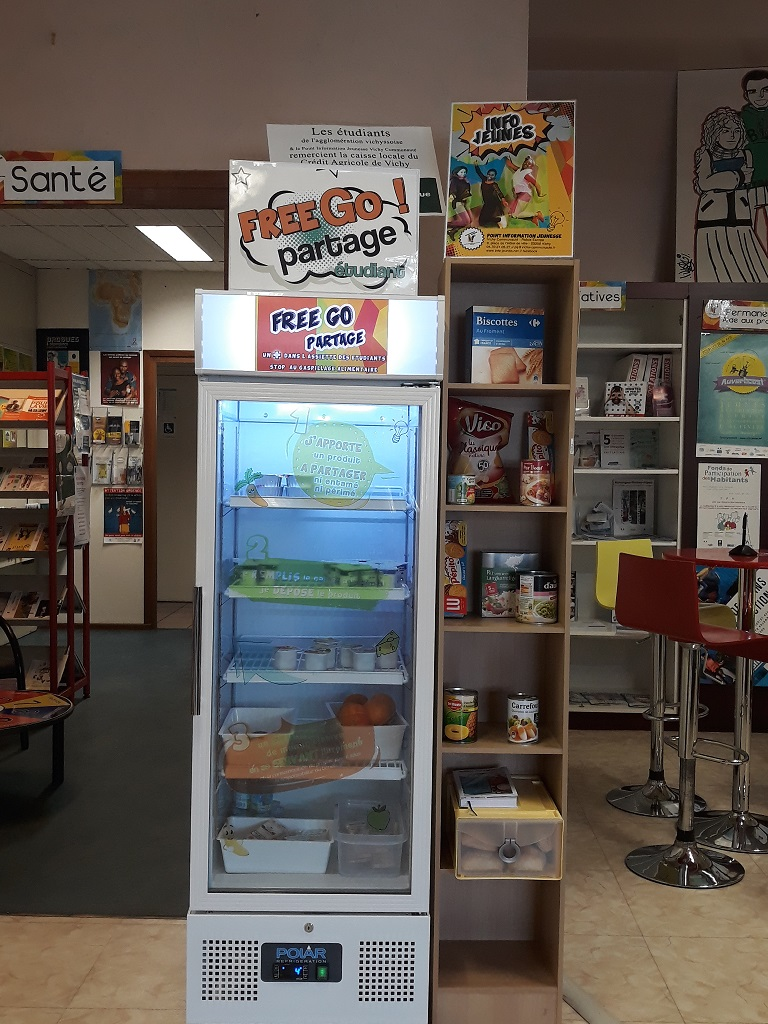
Frigo solidaire au Point Information Jeunesse (PIJ) de Vichy en France

Un frigo solidaire ou frigo communautaire est un réfrigérateur en libre service installé  dans un espace public, rempli de produits frais — dons, invendus ou produits en date limite de consommation — par le voisinage, les commerçants ou les restaurateurs. Ils permettent aux plus démunis de se nourrir et évitent le gaspillage alimentaire.

## En France
Après Marseille, Nantes et Metz, le premier frigo solidaire de Paris est apparu dans le 18e arrondissement, sur le trottoir devant le restaurant La cantine, au 18 de la rue Ramey, à l'initiative des associations Cap ou pas cap, Le Carillon et d'une restauratrice, Doumia Metboul, qui avait découvert le concept à Londres.    
Le 15 décembre 2017, Cap ou pas cap inaugure un garde-manger frigo solidaire devant le magasin Les Nouveaux Robinson dans le 12ème arrondissement. Il est rempli chaque jour par les commerçants des invendus de cette petite surface de distribution qui veillent également à son entretien matin et soir, garantissant les normes d'hygiène alimentaires. 300 kilos d'invendus y sont ainsi déposés chaque mois par le magasin.
Depuis le 16 avril 2019, un frigo coopératif est installé à Montreuil au bar restaurant associatif Rêv Café, et ce à l'initiative de l'association montreuilloise l'Esprit Léger.    

## Le Guide
Le 12 juillet 2018, Cap ou pas cap, Partage ton frigo et la Clinique du Droit de Nanterre partagent en ligne, sous licence creative commons, le guide d'auto-construction de garde-manger et frigo solidaire afin de permettre à chaque citoyen d'installer un garde-manger et frigo solidaire devant une petite surface de distribution alimentaire.